# Antanas Kriščiukaitis

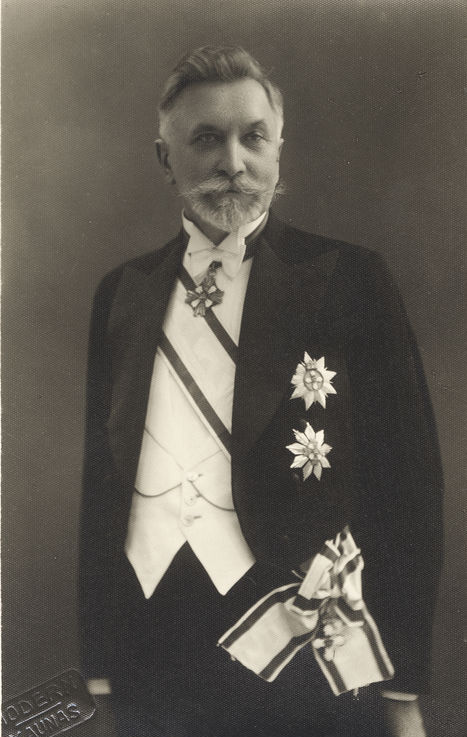
Antanas Kriščiukaitis (1931)

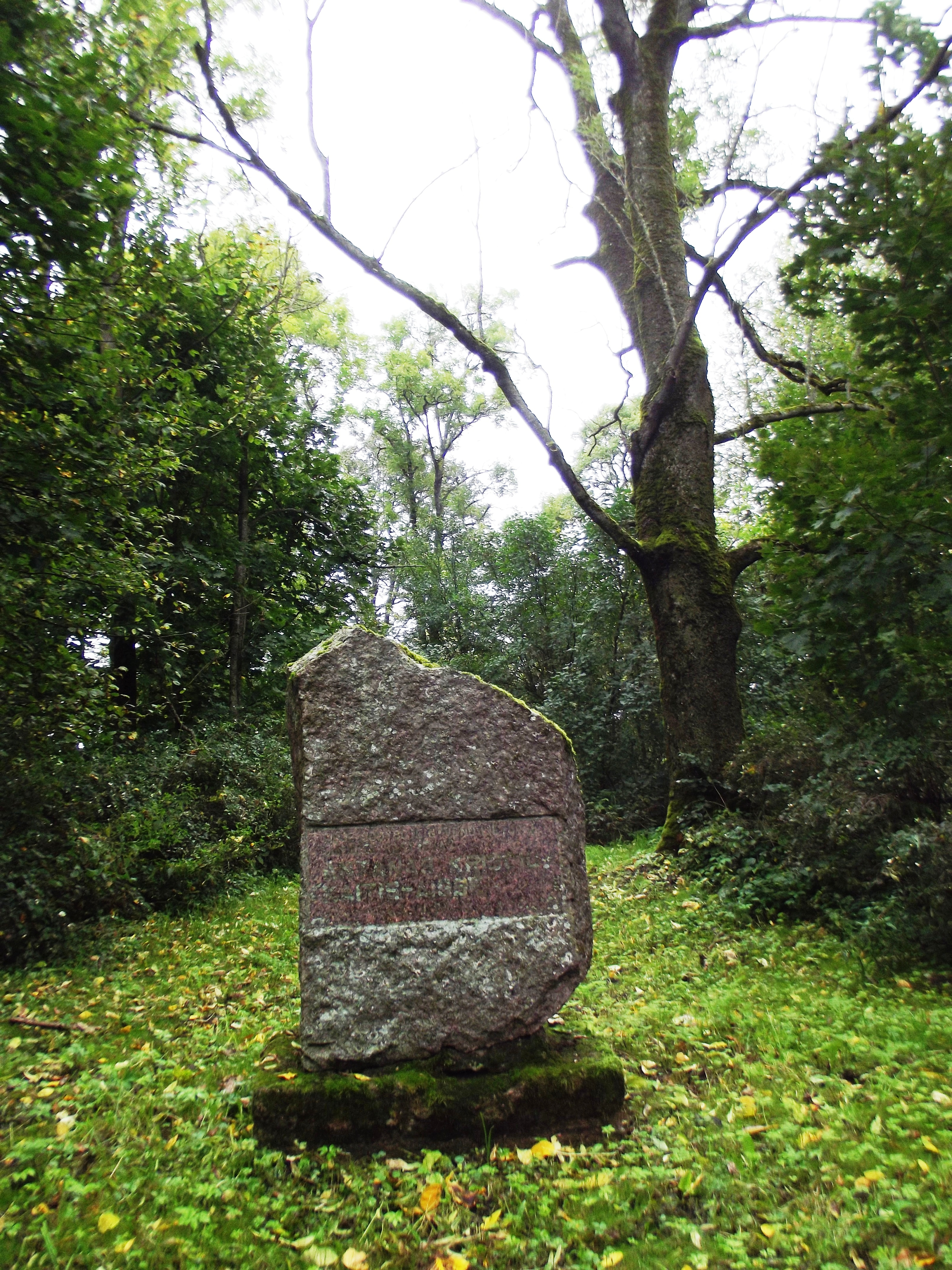
Stein am Geburtsort

Antanas Kriščiukaitis (Aišbė; * 24. Juli 1864  in Paežeriai, Wolost Alvitas, Bezirk Vilkaviškis, jetzt Rajongemeinde Vilkaviškis; † 30. Oktober 1933 in Kaunas) war ein litauischer Autor, Schriftsteller, Professor, Gerichtspräsident von Vyriausiasis Tribunolas.

## Biografija
Kriščiukaitis besuchte die Grundschule in Paežeriai bei Vilkaviškis. Von 1876 bis 1994 absolvierte er das Gymnasium Marijampolė und ab 1884 studierte an der Fakultät für Mathematik an der Universität Petersburg. Von 1885 bis 1890 absolvierte er Rechtswissenschaften an der Universität Moskau.
Ab 1918 arbeitete er als Leiter von Vyriausiasis Tribunolas. 1920 registrierte er den Verein Lietuvos teisininkų draugija und leitete diesen 13 Jahre. Er war Redakteur des juristischen Magazins „Teisė“.
Ab 1923 lehrte er an der Lietuvos universitetas in Kaunas.
Sein Grab befindet sich im Friedhof Petrašiūnai.
Unter Pseudonym Aišbė war er als Autor bekannt.

## Bibliografie
- Naujas elementorius, 1890
- Kas teisybė, tai ne melas: apsakymų rinkinys, 1892
- Pajudinkime, vyrai, žemę: satyra
- Satyros trupiniai, 1928
- Karoliai ir žmonės (vertimas)

## Auszeichnung
- 1931: Vytautas-Orden